# Colegio La Salle (Lima)
El Colegio La Salle de Lima es un centro educativo mixto fundado en 1926 por la congregación de los hermanos de las Escuelas Cristianas, más conocida como los «hermanos de La Salle». Está ubicado en el distrito de Breña, en Lima, Perú. En 2020 el colegio albergó a un total de 1454 alumnos de los que 213 eran de inicial, 671 de primaria y 570 de secundaria.

## Historia
A pedido del arzobispo de Lima Emilio Lissón, la congregación de los hermanos de La Salle envió desde Ecuador al Perú a un grupo de sus miembros, dirigidos por el hermano Aphroisen Marie, conocido como el hermano Luis (1922).  Gobernaba entonces en el Perú el presidente Augusto B. Leguía y se acababan de celebrar las fiestas del centenario de la Independencia del Perú. El hermano Luis asumió la dirección del externado del seminario de Santo Toribio de Lima, y en 1926 fundó el Colegio La Salle, inicialmente con 38 alumnos. 
En 1928 los hermanos lasallistas dejaron organizado el seminario de Lima y a pedido del gobierno se establecieron en Arequipa donde en 1931 fundaron una Escuela Normal, en la misma casa que había servido de alojamiento al Libertador Simón Bolívar y de local del colegio del padre Hipólito Duhamel.

## Lasallistas destacados
- Luis Alva, tenor.
- Hermann Buse de la Guerra, escritor, periodista y catedrático.
- Carlos Iván Degregori, antropólogo y analista político.
- Ántero Flores-Aráoz, expresidente del Congreso.
- Alberto Flores-Galindo, historiador.
- Luis Hernández, poeta, médico y psicólogo.
- Salomón Lerner Febres, rector emérito de la PUCP.
- Héctor López Martínez, historiador y periodista.
- Luis Marchand Stens, diplomático y canciller de la República.
- Alejandro Neyra Sánchez, abogado, escritor y diplomático peruano. Ministro de Cultura.
- José Miguel Oviedo, crítico literario.
- Carlos Torres y Torres Lara, expresidente del Congreso.
- Mario Vargas Llosa, escritor, premio Nobel de Literatura.
- Francisco Sagasti, congresista y presidente de la República.